# Gottfried Thomasius
Gottfried Thomasius, född den 26 juli 1802 i Egenhausen, Bayern, död den 24 januari 1875 i Erlangen, var en luthersk teolog, ättling till juristen Christian Thomasius.
Thomasius studerade 1821-25 teologi i Erlangen, Halle och Berlin. Han blev efter några års verksamhet som lantpräst tredje pastor i Nürnberg 1829 och professor i dogmatik vid universitetet i Erlangen 1842. Där framstod han, vid sidan av von Hofmann, von Frank med flera, som en av de mest betydande representanterna för den av den så kallade Erlangenteologin företrädda moderat konfessionella riktningen med dess strävan att, enligt Hofmanns ord, "lära den gamla sanningen i nya former", det vill säga att, utan att förfalla till en mekanisk repristination, oavkortat hävda den lutherska bekännelsens religiösa betydelse. 
"I originalitet var Thomasius visserligen Hofmann och i systematisk kraft Frank underlägsen", skriver Einar Billing i Nordisk Familjebok, "men genom sin sällsynt harmoniska personlighet, sin, i tal och skrift bevisade, klara framställningskonst och grundligheten i sin lärdom utöfvade han både som vetenskapsman och lärare samt, ej minst, som predikant mycket stort inflytande." Som systematiker inriktade han sina forskningar i främsta rummet på det kristologiska problemet, där han var en av huvudrepresentanterna för den moderna kenosisteorin. 
Sin största vetenskapliga betydelse vann han kanske dock genom sina dogmhistoriska forskningar och den belysning, som han från sin konfessionella ståndpunkt gav åt den dogmhistoriska utvecklingen. Hans båda huvudarbeten är Christi Person und Werk (3 band, 1852-61; 3:e upplagan, i 2 band, 1886-88) och Die christliche Dogmengeschichte (band I, 1874; band II, utgivet av Plitt, 1876; 2:a upplagan, utgiven av Bonwetsch och Seeberg, 1886-89).